# Kolouton
Le Kolouton (en russe кoлутoн) est une rivière du Kazakhstan. C'est un affluent de l'Ichim dans lequel il se jette en rive droite. C'est donc un sous-affluent de l'Ob par l'Ichim, puis par l'Irtych.

## Géographie

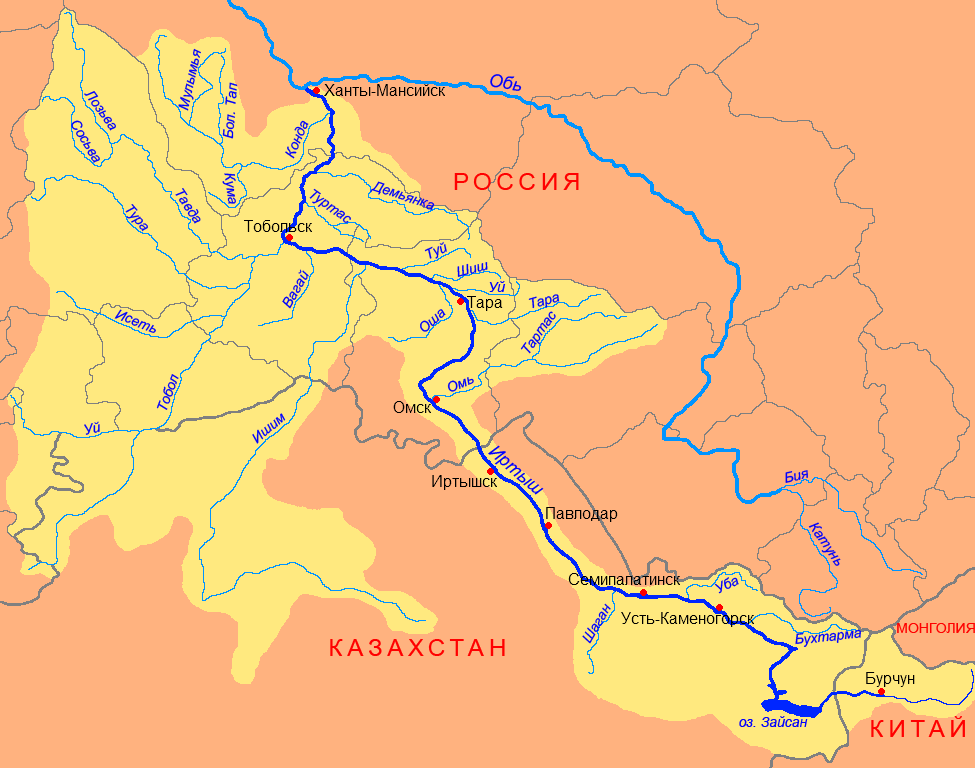
Bassin fluvial de l'Irtych

Le Kolouton coule globalement du nord-est vers le sud-ouest au travers d'une région steppique mais non aride. En effet son bassin est en grande partie couvert d'importantes cultures céréalières. Il se jette dans l'Ichim en rive droite, à quelque 54 km à vol d'oiseau à l'est de la ville d'Atbassar.
La rivière est habituellement prise par les glaces depuis la fin du mois de novembre jusqu'au mois d'avril. En hiver, l'arrêt de l'écoulement est souvent total.

## Hydrométrie - Les débits à Kolouton
Le débit du Kolouton a été observé pendant 36 ans sur la période 1937-1987 à Kolouton, localité kazakhe située  à quelque 20 km à vol d'oiseau en amont de son confluent avec l'Ichim. 
Le débit annuel moyen ou module observé à Kolouton sur cette période a été de 9,27 m3/s pour une surface prise en compte de 16 500 km2, soit plus de 90 % du bassin versant total.
La lame d'eau écoulée dans le bassin versant de la rivière atteint ainsi le chiffre de 15,0 millimètres par an, ce qui doit être considéré comme fort médiocre. Le Kolouton est un cours d'eau circulant en grande partie dans des régions arides à faibles précipitations, et donc mal alimenté ; il est de plus très irrégulier. Il présente deux saisons bien marquées.  
Les hautes eaux se déroulent brusquement en avril, et correspondent à la fonte des neiges. Dès le mois de mai, le débit de la rivière baisse fortement puis s'effondre rapidement, ce qui mène à la saison des basses eaux qui a lieu le restant de l'année, de juin à mars inclus, et durant laquelle les débits mensuels sont souvent minimes. Le débit moyen mensuel observé en janvier (minimum d'étiage) atteint 0,12 m3/s, soit moins de 1 % du débit moyen du mois d'avril (60,36 m3/s), ce qui montre l'extrême amplitude des variations saisonnières. Sur la période d'observation de 36 ans, le débit mensuel minimal a été fréquemment de 0 m3/s (cours d'eau totalement à sec), tandis que le débit mensuel maximal s'est élevé à 255 m3/s (avril 1985). Ce dernier chiffre est cependant assez exceptionnel.